# Imposta ipotecaria
L'imposta ipotecaria è una imposta prevista dall'ordinamento italiano, ed è regolata dal D. Lgs. 31 ottobre 1990 n. 347, recante "Testo unico delle disposizioni concernenti le imposte ipotecaria e catastale" (Pubblicato in Gazzetta Ufficiale n. 277 del 27/11/1990).

## Oggetto dell'imposta
Le formalità di trascrizione, iscrizione, rinnovazione e annotazione eseguite nei pubblici registri immobiliari (le conservatorie dei registri immobiliari), a seguito di atti di compravendita, donazione, successione, iscrizioni ipotecarie e costituzione di usufrutto o altri diritti, sono soggette alla imposta ipotecaria.

## Esenzioni
Non sono soggette all'imposta le formalità eseguite nell'interesse dello Stato né quelle relative ai trasferimenti per successione e donazione a favore di: Regioni, Province, Comuni, Onlus, enti e associazioni con finalità di pubblica utilità.

## Base imponibile
- L'imposta proporzionale dovuta sulle trascrizioni è commisurata alla base imponibile determinata ai fini dell'imposta di registro o dell'imposta sulle successioni e donazioni.
- Se l'atto o la successione è esente dall'imposta di registro o dall'imposta sulle successioni e donazioni o vi è soggetto in misura fissa, la base imponibile è determinata secondo le disposizioni relative a tali imposte.
- Per la trascrizione dei contratti preliminari ai sensi dell'articolo 2645-bis del codice civile l'imposta è dovuta nella misura fissa.

## Soggetti obbligati al pagamento
Sono obbligati al pagamento dell'imposta ipotecaria coloro che richiedono le formalità e i pubblici ufficiali obbligati al pagamento dell'imposta di registro o dell'imposta sulle successioni e donazioni, relativamente agli atti ai quali si riferisce la formalità.

Sono inoltre solidalmente tenuti al pagamento delle imposte tutti coloro nel cui interesse è stata richiesta la formalità e, nel caso di iscrizioni e rinnovazioni, anche i debitori contro i quali è stata iscritta o rinnovata l'ipoteca.

## Aliquote
A partire dal 1º gennaio 2014 per le transazioni assoggettate ad imposta di registro proporzionale l'imposta è adesso di Euro 50,00 in via forfettaria.

È del 3% l'imposta ipotecaria per le cessioni di fabbricati strumentali soggetti Iva, (dal 05-07-2006 DL.223, convertito da L.248 del 040806).

Era del 3% l'imposta ipotecaria per le cessioni di immobili in piani urbanistici particolareggiati, (articolo 1 comma 26 Legge 24 dicembre 2007, n. 244; agevolazione abolita dal giorno 01-01-2014 dall'art.10 del D.Lgs. n. 23 del 14 marzo 2011).

È del 1% l'imposta ipotecaria per le rinnovazioni ipotecarie.

È del 0,50% l'imposta ipotecaria per le cancellazioni ipotecarie.

È fissa come l'imposta di registro e catastale ed è pari ad euro 200,00 (cad.) nel caso di acquisto di abitazione ad uso residenziale, da società di costruzione, da parte di una o più persone fisiche.

## Arrotondamento
Le imposte dovute in misura proporzionale devono essere arrotondate all'unità di euro (0,49=0, 0,50=1) (DPR 308 / 2000 art.7).

## Uffici competenti
Le Agenzie delle entrate sono competenti per l'imposta ipotecaria relativa ad atti che importano trasferimenti di beni immobili ovvero costituzione o trasferimento di diritti reali immobiliari di godimento e sulle trascrizioni relative a certificati di successione.

Gli uffici dei registri immobiliari sono competenti per l'imposta ipotecaria sulle altre formalità che vi sono soggette. (Art. 12 del D.Lgs. 347/1990)

## Controlli
Per l'accertamento e la liquidazione dell'imposta ipotecaria, per la irrogazione delle relative sanzioni, per le modalità e i termini della riscossione e per la prescrizione, si applicano le disposizioni relative all'imposta di registro e all'imposta sulle successioni e donazioni.